# Club de Deportes Rengo
O Club Deportes Rengo, também conhecido como Deportes Rengo, é um clube esportivo localizado em Rengo, município da província de Cachapoal, na região de O'Higgins, no Chile. Foi fundado em 18 de março de 1984.
A sua principal atividade é o futebol, onde joga na Segunda División Profesional, a terceira divisão do futebol chileno.
O clube manda seus jogos no Municipal Guillermo Guzmán Díaz, também situado em Rengo, com capacidade aproximada para 3.000 espectadores.
Em 4 de dezembro de 2022, o clube conseguiu pela primeira o tão sonhado acesso ao profissionalismo, especificamente à Segunda División Profesional do futebol chileno. O time da região de O'Higgins venceu uma dramática disputa de pênaltis ante o Deportes Colina, após empatar em 1–1 nos 90 minutos regulamentares.